# Gornji Andrijevci
Gornji Andrijevci su naseljeno mjesto u Republici Hrvatskoj u sastavu općine Sibinj u Brodsko-posavskoj županiji.

## Zemljopis
Gornji Andrijevci se nalazi zapadno od Sibinja na južnim obroncima Dilj gore na cesti prema Novoj Gradiški, susjedno naselje je Stari Slatinik na zapadu.

## Stanovništvo
Prema popisu stanovništva iz 2011. godine Gornji Andrijevci su imali 467 stanovnika. 
| broj stanovnika | 327   | 336   | 307   | 392   | 417   | 478   | 461   | 500   | 573   | 596   | 749   | 675   | 569   | 578   | 521   | 467   | 377   |
|                 | 1857. | 1869. | 1880. | 1890. | 1900. | 1910. | 1921. | 1931. | 1948. | 1953. | 1961. | 1971. | 1981. | 1991. | 2001. | 2011. | 2021. |

## Galerija
- Grkokatolička crkva u Gornjim Andrijevcima